# Данилофф, Николас
Николас Данилофф (англ. Nicholas Daniloff; 30 декабря 1934, Париж — 17 октября 2024, Кембридж, Массачусетс) — американский журналист, профессор.

## Биография
Родился 30 декабря 1934 года.
Сын Сергея Данилова, внук русского генерала Юрия Данилова, эмигрировавшего из России после Революции 1917 года. Свободно говорил по-русски.
Окончил Гарвардский университет.
Работал корреспондентом агентства UPI, журнала U.S. News & World Report в Вашингтоне, Лондоне, Париже и Москве. Был главой московского бюро US News & World Report с 1981 по 1986 год.
2 сентября 1986 года был арестован КГБ и обвинён в шпионаже. Данилофф настаивал на своей невиновности. 23 сентября 1986 года, после переговоров между США и СССР, Данилофф был освобождён и выехал из СССР.
Предположительно арест Данилоффа был «ответом» КГБ на произошедший за несколько дней до этого арест ФБР советского сотрудника ООН Геннадия Захарова, работавшего в Нью-Йорке.
С 1989 года преподавал журналистику в Северо-Восточном университете, позднее возглавлял школу журналистики в этом университете.
Данилофф умер 17 октября 2024 года в доме престарелых в Кембридже, штат Массачусетс. Ему было 89 лет.

## Сочинения
- Данилов Николас. Кремль и космос = The Kremlin and the cosmos. — М.: Прогресс, 1973. — 158 с. Рассылается по спец. списку.
- Данилофф Николас. Две жизни, одна Россия. Невыдуманная история о том, как американец был взят заложником КГБ = Two Lives, One Russia. / Перевод с англ. Хазанова Е. и Хазанова Ю. — М.: Имидж, 1992 г. 344 с.